# 戴澳
戴澳（1576年—1642年），字有斐，號斐君，浙江寧波府奉化縣人，明朝政治人物。

## 生平
自幼嗜學，不事生產，为青衿寓情觞詠，落筆千言立就。万历三十四年（1606年）丙午科浙江乡试举人，四十一年（1613年）癸丑科進士，归侍色养，经年乃出，授工部虞衡司主事，迁员外郎，晋吏部稽勋司员外郎，朗識精鉴，所储夹囊皆當世偉人。甫署選而名卿硕抱，一時涌出，識者快之。旋以稽勋郎中给假告归，杖履芒鞵，尋巒問壑，見者不知其为貴人。未幾，逆璫魏忠贤專政，舉朝若沸，殄瘁之惨，宇宙为空，然後知其超然知幾也。家居十二年，權璫授首，遂复出，轉考功郎中，受事甫三月，又以直道忤乌程（温体仁）、阳羡（周延儒）二相，即拂衣出都門，太宰李公长庚三疏留之，不报，舉朝皆为扼腕。旋起南銓，轉尚宝司丞，崇祯十二年六月再轉大理寺右寺丞，七月遷順天府丞，其子依仗父势不输赋税，被知县胡梦泰逮治，其子走京师，怂恿戴澳弹劾胡梦泰，十三年五月适因星變，戴澳遂陳言天下不治，是由守令贪污，崇祯帝让他指實，澳念梦泰无可劾，乃以嘉兴推官文德翼、平遥知县王凝命实之。给事中沈迅为两人诉枉，发澳隐情。澳被下锦衣卫诏狱，革职除名。遂悦然歸，通仕籍者三十年，在朝每不数月，屡仕屡黜，直道固然。歸里年余，憂時岌岌，遂感愤以卒，年六十七。時朝議以邊抚起之，咸惜未竟其用。著有《丰干集》行于世。宅在县北一十里萬家河。
奉化县“钱粮共二万余，戴氏居其半”，其后因贪腐于崇祯十三年（1640年）入锦衣狱。

## 家族
曾祖戴松，號竹溪；祖戴谨，號東隅；父戴存贵（1533年—1615年），字继臣，號荩吾。前母周氏，生母邬氏。异母兄戴淮、戴洪、戴漳；同母弟戴淅。
娶丁氏，封宜人，有五子：戴昆枚、戴昆槱、戴昆榰、戴昆榑、戴昆榣。